# Луховицкая улица
Лухо́вицкая улица — улица в Москве на территории Рязанского района Юго-Восточного административного округа. Начинается от Рязанского проспекта. На пересечении с улицей Михайлова терпит разрыв и сужается, затем пересекается с Зарайской улицей и заканчивается на улице Маёвок.

## История возникновения
Наименование присвоили 20 мая 1964 года по городу Луховицы, расположенному на юго-востоке Московской области. Ранее носила название Спортивной улицы в деревне Чухлинка (1960).

## Примечательные здания и сооружения

### По чётной стороне
- № 4а — Вязовская канализационная насосная станция (КНС)

## Транспорт
Проезжая часть заасфальтирована. От Рязанского проспекта до улицы Михайлова движение двустороннее по 2 полосы в каждом направлении, дороги разделены бульваром. От улицы Михайлова до улицы Маёвок движение остаётся двусторонним, но по одной полосе движения в каждую сторону.
По Луховицкой улице проходит автобусный маршрут № 491.
Ближайшие станции метро —  Окская,  Стахановская,  Рязанский проспект.
Вблизи улицы Маёвок имеется выход к одноимённым автостанции и платформе «Плющево».